# Tádžický somoni
Tádžický somoni (tádžicky Сомонӣ) je zákonné platidlo Tádžické republiky zavedené roku 2000, kdy nahradilo Tádžický rubl (tádžicky Рубли тоҷикӣ); ISO 4217 kód: TJS. Jeho setina se nazývá diram (tádžicky Дирам). Měna je pojmenována po zakladateli tádžické státnosti Ismáílu Sámáním (849–907).